# Nadsat
Nadsat ist ein fiktionaler Jargon unter Jugendlichen aus Anthony Burgess’ Roman A Clockwork Orange und gehört zur Gruppe der konstruierten Sprachen.

## Beschreibung
Das Wort „Nadsat“ selbst basiert auf dem russischen Suffix der Zahlen von 11 bis 19 (‑надцать ‑nadzat), was dem englischen -teen entspricht, das wiederum gleichlautend mit dem englischen Wort für „Jugendlicher“ ist.
Nadsat ist in Burgess’ Original eine verballhornende Mischung von russischen Vokabeln mit dem Londoner Cockney Rhyming Slang. Dazu kommen Begriffe aus der englischen Zigeunersprache (Gypsy Slang) sowie Elemente der Kindersprache.
Ins Deutsche wurde Nadsat zuerst von Walter Brumm übertragen und dem Original durch Verwendung deutscher Wörter nachgebildet. Dadurch entstanden multisprachliche Hybridworte, die in ihrer Morphemstruktur Bestandteile mehrerer Sprachen vereinen.
Der Schwerpunkt von Nadsat liegt im lexikalischen Bereich, also in der Wortschöpfung. Viele der Ausdrücke sind Wortspiele. Die Klangähnlichkeit mit dem russischen „golowa“ (голова) führte beispielsweise zur Nadsat-Vokabel Gulliver für „Kopf“. Die Syntax entspricht bei Burgess in der Regel der englischen, auch wenn es gelegentlich zu auffallenden Wortstellungen kommt. Nadsat weist alle typischen Merkmale eines Jugendslangs auf: Die Verwendung von fremdsprachigen Lehnwörtern, „ihre phonetische und morphematische Anpassung“ sowie eine affektive Anwendung insbesondere für tabuisierte Sachverhalte. Die Einflüsse von Kindersprache äußern sich in lautmalerischen Wortbildungen und reduplizierenden Wendungen wie Eggiweg („Ei“), Skolliwoll („Schule“), rizrazzen („aufreißen“) und lubbilubben („lieben“). Abstrakte Begriffe fehlen in Nadsat weitestgehend, ebenso wie politische Vokabeln (bis auf Oberklassen-Goloß sowie Regierungsgazetta).

## Funktion von Nadsat
Die Gründe, warum Burgess für seinen Roman einen künstlichen Jugendslang entwarf, waren pragmatischer Natur. Alex und seine Freunde sollten sich in einem altersspezifischen Jargon unterhalten, der durch die Ansiedlung der Geschichte in der nahen Zukunft zeitlos sein musste. Darum verbot sich die Übernahme bestehender zeitgenössischer Jugendsprachen. Ferner sollte die Verwendung von fremdartigen und hart klingenden Vokabeln und die Künstlichkeit der Ausdrücke eine Distanz zum gewalttätigen Rahmen schaffen, in dem sie verwendet werden. Burgess beschrieb das so:

„Weil es im Manuskript, das in meiner Schublade schmorte, viel Gewalt gab und im fertigen Werk sogar noch mehr, sollte das eigenartige neue Kauderwelsch als eine Art Nebel dienen, der die Gewalttätigkeiten halb verbirgt und den Leser vor seinen eigenen niederen Instinkten schützt. Und es war eine feine Ironie, sich eine von Politik unberührte Teenagergruppe vorzustellen, die totalitäre Brutalität als Selbstzweck benutzt, ausgestattet mit einem Dialekt, der sich auf die zwei politischen Hauptsprachen der Zeit stützt.“

## Übernahme in die Jugendkultur
Insbesondere durch die Popularität von Stanley Kubricks Verfilmung unter dem Titel Uhrwerk Orange kam es in den 1970er Jahren als Modewelle zu einer Übernahme von Nadsat-Wörtern in die Jugendsprache, von denen sich einige bis heute im Sprachgebrauch gehalten haben, beispielsweise ultrabrutal, die Zustimmungsformel Righty right und tollschocken für „verprügeln“.
Verwendet wird Nadsat auch in der Musikszene. Die US-Punkband Lower Class Brats benutzt in ihren Texten entsprechende Themen und das Vokabular. Die Toten Hosen beschäftigen sich mit der Thematik auf ihrem Konzeptalbum Ein kleines bißchen Horrorschau, das auf ihrer Bühnenmusik für die Bonner Clockwork-Inszenierung von Bernd Schadewald beruht. Horrorschau (Nadsat für „gut“) ist ein Wortspiel mit dem russischen „charascho“ (хорошо „gut“). Nadsat-Namen verwenden die englische Band Moloko (nach dem russischen Wort молоко für „Milch“) und die deutsche Crossover-Gruppe The Droogs (Nadsat für „Freunde“, von russisch  друг drug).
Auch die internationale Fußball-Ultraszene benutzt Nadsat. So heißt eine bekannte Gruppierung des italienischen Fußballvereins Juventus Turin „Drughi Bianconeri“ („Schwarzweiße Droogs“). In Deutschland ist Droogs u. a. Bestandteil des Namens einer Ultra-Gruppe der Frankfurter Eintracht sowie von Logos der Eintracht-Braunschweig-Ultràs und der „Schickeria München“. Grund für diese Wahl ist die „Ablehnung des ‚Establishments’“, durch die sich die Ultras mit Burgess’ Jugendlichen verbunden fühlen.

## Beispiele
“There was me, that is Alex, and my three droogs, that is Pete, Georgie, and Dim, and we sat in the Korova Milkbar trying to make up our rasoodocks what to do with the evening. The Korova milkbar sold moloko-plus … This would sharpen you up and make you ready for a bit of the old ultra-violence.”

„Das hier bin ich, Alex, und meine drei Droogs: Pete, Georgie und Dim. Wir hockten in der Korova-Milchbar und zerbrachen uns die Rasoodocks, was wir mit diesem Abend anfangen sollten. In der Korova-Milchbar konnte man Moloko-Plus kriegen … Das heizt einen an und ist genau richtig, wenn man Bock hat auf ein wenig Ultra-Brutale.“

“Yarbles! Great bolshy yarblockos to you. I'll meet you with chain or nozh or britva anytime, not having you aiming tolchocks at me reasonless. … Best not to say more. Bedways is rightways now, so best we go homeways and get a bit of spatchka. Right, right?”

„Jarbles! Große bolschig Jarbleckos für dich! Ich komme dir mit Kette oder Nosch oder Britva, wann du willst… Du wirst mir keine Tollschocks geben! … Besten, wir reden nicht mehr! Bettwärts ist das Beste jetzt! Drum heimwärts und dann ein bisschen Spatschka… Righty Right?“

“The sounds were real horrorshow. … A young devotchka … was being given the old in-out, in-out first by one malchick, then another, then another … When it came to the sixth or seventh malchick, leering and smecking and then going into it, I began to feel really sick. But I could not shut my glazzies. And even if I tried to move my glazz-balls about, I still could not get out of the line of fire of this picture.”

„Der Ton war richtig horrorshow! … Sie hatten da eine junge Dewotschka in der Zange, und trieben das alte Rein-Raus-Rein-Raus-Spiel mit ihr … Erst ein Malchick, dann ein anderer, und immer so weiter! Und als schließlich der sechste oder siebente Malchick dran war und sich lachend und geifernd über sie hermachte, wurde mir wirklich schlecht! Aber ich konnte meine Glotzies nicht zumachen! Und auch, wenn ich sie verdrehte, ich konnte den Film nicht aus dem Blickfeld bekommen.“

Vokabeln: Droog: Freund; Rasoodock: Hirn; Moloko-Plus: Milch mit Drogen; Ultra-Brutale: Mord, auch: Brutalität, Vergewaltigung; Jarbels: Hoden; bolschig: groß; Nosch: Messer; Britwa: Rasiermesser; Tollschock: Schlag; Spatschka: Schlaf; horrorshow: gut; Dewotschka: Mädchen; Malchick: Kerl, Junge; Reinraus-Spiel: Sex, meist im Sinne von Vergewaltigung; Glotzies: Augen